# Thomas Stanley, 1. jarl af Derby
Thomas Stanley, 1. jarl af Derby, KG (1435 – 29. juli 1504) var en engelsk adelsmand, som forrådte kong Richard 3. af England. Han kong Henrik 7. af Englands stedfader. Han var ældste søn af Thomas Stanley, 1. baron Stanley og Joan Goushill.
Som stormand med enorm rigdom og magt især over det nordvestlige England, hvor hans autoritet næsten var ubestridt, formåede Stanley at forblive i flere kongers gunst under Rosekrigene, herunder kong Richard 3. af England, der tog Stanleys søn som gidsel. Thomas Stanley valgte Henrik Tudors side i Slaget ved Bosworth i 1485. Hans godser omfattede det, der nu er Tatton Park i Cheshire, Lathom House i Lancashire og Derby House i City of London, hvor College of Arms nu ligger.
Selv om kongen i den tidlige del af hans karriere, Henrik 6., var overhoved for Huset Lancaster, sikrede Stanleys ægteskab med Eleanor, datter af Richard Neville, 5. jarl af Salisbury (en efterkommer af Edvard 3. og søster til Richard Neville, jarl af Warwick "Kongemageren" i slutningen af 1450'erne) en magtfuld alliance med Huset York. Det skadede ham dog ikke, selv efter at Warwick blev frataget sin magt. I 1472, da Huset York atter sad på den engelske trone, giftede han sig for anden gang med lady Margaret Beaufort, hvis søn, Henrik Tudor, var den førende prætendent for Huset Lancaster. Han var den sidste til at anvende titlen "konge af Man", hans efterfølgere valgte den mere sikre "Lord af Man".

## Arv
Ved sin fars død i 1459 arvede Stanley sin fars titler, herunder baron Stanley og konge af Man samt hans omfattende landbesiddelser og embeder i Cheshire og Lancashire. Det var en formidabel arv, der gav ham rig mulighed for at få erfaring med at lede mænd. På samme tid havde hans fars fremtrædende plads i kongens husstand givet ham en tidlig introduktion til hoffet, hvor han blev udpeget til en af Henrik 6.'s væbnere i 1454. Ikke desto mindre var det under de blodige Roseskrige en farlig stilling, da de rivaliserende huse, der gjorde krav på tronen krævede, truede eller bad om støtte fra Stanley og hans støtter.

## Lancaster mod York
Stanley-familien var blandt de første støtter af Henrik af Bolingbrokes forsøg på at vinde den engelske trone for Huset Lancaster i 1399, og Stanleys oldefar sir John Stanley blev rigt belønnet for sin hjælp. Efter nogle år med et svagt og ineffektivt styre ledet af Lancaster-kongen Henrik 6. kulminerede Huset Yorks utilfredshed i åben krig i 1450'erne: Rosekrigene begyndte. I 1459 brød en aftale mellem lederne af Lancaster-fraktionen og York-lederne sammen, og konflikten nåede til grænserne for Stanleys indflydelse. Da jarlen af Salisbury (Stanleys svigerfar) mobiliserede sine styrker på vegne af Huset York, beordrede dronning Margrete af Anjou i Lichfield Stanley til at rejse styrker for at afskære ham. Men da de to hære mødtes i Slaget ved Blore Heath i 1459 få km væk, holdt Stanley sine 2.000 mand ude af kampen. Hans bror, sir William Stanley, som helt sikkert var i York-hæren, mistede ære, liv og gods.
Alligevel var lord Stanley i 1460 begyndt at samarbejde med York-herrerne, som havde kongen i deres besiddelse og regerede i hans navn, og han konsoliderede hurtigt sin forbindelse til det nye styre. I begyndelsen af 1460'ere sluttede han sig til sin svoger, jarlen af Warwick, i felttoget mod Lancaster-styrkerne, og Stanley blev bekræftet i sine honorarer og embeder, da den nye konge, Edvard 4., havde brug for ham for at sikre sig Nordvestengland. I slutningen af 1460'erne var den koalition, der havde bragt Edvard til tronen, imidlertid ved at kollapse, og Stanley indså, at hans loyalitet måtte ligge to steder. "De dramatiske ændringer på den politisk scene mellem 1469 og 1471 og deres indvirkning på de sammenfiltrede netværk af tilhørsforhold og troskab er svære at løse." Da Warwick, der var flygtet fra Edvard i 1470, rejste til Manchester i håb om støtte, var Stanley ikke til stede, men ved Warwicks tilbagevenden gav han ham væbnet støtte til genindsættelsen af Huset Lancaster og Henrik 6. Lord Stanley blev snart tilgivet sin illoyalitet. Efter genoprettelsen af Edvard 4.'s styre i 1471 blev han udnævnt til Lord Steward og blev derefter et fast medlem af kongens råd. Dog afbrød hans første hustru, Eleanor Nevilles på dette tidspunkt hans forbindelse til Warwick og Neville-familien og gjorde i 1472 et ægteskab af endnu større politisk betydning muligt. Hans nye hustru, lady Margaret Beaufort, grevinde af Richmond, var mor til Henrik Tudor, potentiel arving til Huset Lancaster. Stanley gjorde i denne periode militærtjeneste, nu loyal over for York-styret, og anførte flere hundrede mænd på et felttog til Frankrig i 1475 og tjente i 1482 med et stort kompagni i felttoget under hertugen af Gloucester (den senere Richard 3.) i Skotland, hvor han spillede en nøglerolle i erobringen af Berwick-upon-Tweed.
Efter Edvard 4.'s uventede død i 1483 og hans tolvårige søn Edvard 5.'s tronbestigelse var Stanley blandt dem, der søgte at opretholde en magtbalance mellem den unge konges onkel, Richard, hertug af Gloucester, som nu var rigsforstander, og kongens mors familie, Woodville-familien. (Stanleys egen søn og arving, George Stanley, baron Strange var gift med Joan Le Strange, hvis mor var Jacquetta Woodville, enkedronningens yngre søster). Da Gloucester angreb denne gruppe på et rådsmøde i juni 1483, blev Stanley såret og fængslet, men i det mindste skånet for lord Hastings' skæbne, en summarisk henrettelse. Samme måned erklærede parlamentet Edvard 5. og hans yngre bror Richard, hertug af York (Prinserne i tårnet) for uægte med den begrundelse, at deres far Edvard 4.'s ægteskab med Elizabeth Woodville var ugyldigt, idet en forudgående ægteskabskontrakt var indgået med Eleanor Butler. Hertugen af Gloucester blev derfor erklæret konge som Richard 3. ved offentlig akklamation, senere bekræftet af Parlamentet med loven Titulus Regius.
Tilsyneladende "havde Richard i forberedelse til sin magtovertagelse og for at konsolidere sin stilling fundet det mere hensigtsmæssigt at formilde snarere end at fremmedgøre Stanley-familien". Således var Stanley snart fri og fortsatte som forvalter for det kongens husstand, hvor han tilsyneladende blomstrede i det nye styres hjerte. Han bar det store scepter ved Richards kroning, mens hans hustru bar den nye dronnings slæb. Richard fratog Stanleys hustru Margaret Beaufort alle titler og besiddelser for hendes del "i at planlægge og udøve forræderi", men overførte alle hendes ejendomme til Stanley, hvorved han reelt ophævede en stor del af straffen.
Han blev også slået til ridder af Hosebåndsordenen, idet han tog pladsen fra den henrettede lord Hastings. Denne forpligtelse bar yderligere frugt i efteråret 1483, da en række sammensværgelser mod kongen forenede sig i Buckinghams oprør, en opstand i det sydlige og vestlige England under den løse ledelse af hertugen af Buckingham. Da Richard rejste sin styrke for at slå oprøret ned, var Stanley og hans bror William ved kongens side og blev rigt belønnet med oprørernes godser, og Stanley blev udnævnt til Buckinghams stilling som rigskonstabel af England. Mens Stanley måske ikke havde haft nogen anden mulighed end at opføre sig som Richards loyale undersåt, kan det tænkes, at han måske selv kan have været involveret i opstanden. Hans hustru, Margaret Beaufort, var en af de nøglesammensvorne, der havde formidlet ægteskabsalliancen mellem Edvard 4.'s datter Elizabeth af York og hendes søn Henrik Tudor. Faktisk var det kun ved at give Richard en højtidelig forpligtelse til at holde sin hustru i forvaring og gøre en ende på hendes intriger, at Stanley reddede hende fra at få frataget ære, liv og gods, at hun ikke faldt i unåde, og han reddede formodentlig også samtidigt sin egen stilling. Richard var åbenlyst godt klar over truslen, for i sommeren 1485, da Stanley søgte tilladelse til at forlade hoffet og vende tilbage til sin nordlige residens i Lathom, insisterede kongen på, at hans søn, George Stanley, lord Strange, tog faderens plads ved hoffet for at sikre hans fars opførsel.

## Slaget ved Bosworth
Stanleys havde i nogen tid kommunikeret med Henrik Tudor, der var i eksil, og Tudor-fraktionens strategi om at lande i Wales og drage mod øst ind i det centrale England var afhængig af samtykke fra sir William Stanley, som Chamberlain af Chester og det nordlige Wales, og på deres videre færd af lord Stanley selv. Efter at have hørt om invasionen beordrede Richard begge Stanleyer til at samle mændene i regionen klar til at stå imod angriberne. Men da det dog stod klart, at Tudor marcherede uden modstand gennem Wales, beordrede Richard lord Stanley til straks at slutte sig til ham. Ifølge Croyland Chronicle - på trods af at lord Stanley afviste det pga. sygdom -  havde Richard nu klare beviser på Stanleys meddelagtighed. Efter et mislykket forsøg på at flygte fra hoffet, tilstod lord Strange, at han og hans onkel, sir William Stanley, havde konspireret med Henrik Tudor. Richard erklærede ham for en forræder og oplyste, at Stranges liv afhang af hans fars loyalitet i den kommende konflikt. Richard gav angiveligt ordren til Stranges henrettelse på slagmarken, dog blev den aldrig udført. Lord Stanleys svar på Richards trussel var angiveligt lakonisk: "Herre, jeg har andre sønner".
Tre hære fulgte hinanden ind i Englands midte: Lord Stanley og hans styrker, derefter Sir William Stanley, og til sidst Henrik Tudor og en hær bestående af Tudor-støtter, fordrevne Lancaster-støtter og mange mænd fra Wales og Cheshire. Lord Stanley kan i hemmelighed have mødt Henrik aftenen før slaget, men da Stanleys tropper ankom syd for landsbyen Market Bosworth den 22. august, indtog de en stilling uafhængig af både de kongelige styrker og oprørshæren. De to brødre spillede faktisk roller, der lignede dem, de havde spillet i Slaget ved Blore Heath over et kvart århundrede tidligere. Lord Stanley deltog ikke direkte i kampen, men stod uden at bevæge sig mellem de to hære, og det var sir Williams afgørende indblanding, der gav Henrik sejren. Efter at Richard, der kæmpede i slaget med kronen på hovedet, var faldet, beretter Polydore Vergil, at den faldne krone blev hentet og af lord Stanley placeret på hans stedsøns hoved foran hans jublende tropper og derved understregede den centrale rolle, som Stanley-familien havde haft for at sikre Henrik Tudor tronbestigelse.

## Yderligere belønninger
Henrik viste sin taknemmelighed over for sin "højtelskede far" ved at ophøje ham til jarl af Derby den 27. oktober 1485, og året efter bekræftede han ham i embedet som Rigskonstabel af England og High Steward for Hertugdømmet Lancaster og tildelte ham andre godser og embeder. I 1486 stod Stanley også som gudfar for Henriks ældste søn, Arthur, prins af Wales. Alligevel var der under Lambert Simnels opstand i 1487 muligvis en bekymring for, at Stanley-familien igen støttede begge sider, og "der var lettelse i kongens hof, da Stanley-familien holdt deres indtog i Nottingham". Efter Slaget ved Stoke Field, hvor dette oprør blev knust, tilfaldt der endnu flere belønninger til Stanley, særligt landbesiddelser, der var blevet frataget Viscount Lovell, sir Thomas Pilkington og sir Thomas Broughton i Lancashire og andre steder. I 1489 gav Stanley-familien igen et betydeligt bidrag til den hær, der blev samlet af Henrik for at slå et oprør ned i Yorkshire. Mindre vellykket var Stanleys bror Williams ukloge støtte til den senere prætendent Perkin Warbeck, og han blev henrettet for forræderi i 1495.

## Dominans over det nordvestlige England
Gennem hele sin karriere var bevarelse og forbedring af Stanleys egen rolle som regional stormand en meget vigtig beskæftigelse sammen med de vigtigste præstationer på den nationale scene. Mageskiftene svækkede aldrig rigtigt hans greb om de vigtigste embeder i Chester og Lancaster, og Stanley konsoliderede gennem sit liv den arv, som han havde modtaget fra sin far, og udvidede sit eget og sin families herredømme tværs over det nordvestlige England. I betragtning af de mange embeder, som han holdt både regionalt og ved hoffet, behøvede han ikke at tage fra sine egne ressourcer for at uddele protektioner i stor målestok, og han var aktiv i at løse lokale strider. Selv statsanliggender blev regelmæssigt henvist til hans personlige afgørelse. Når det er sagt, havde "godt herredømme" også sin dårlige side, og Stanley-familien tålte ingen modstand og tolererede få rivaler i deres dominansområder.

## Involvering med prinserne i Tower
Stanley blev udpeget til konstabel af England af Richard 3. mod slutningen af 1483, det år, hvor Edvard 5. og Richard, hertugen af York (Prinserne i Tower) forsvandt fra deres fangenskab i Tower of London. Som konstabel (oprindeligt en stilling i ledelsen af kongens hære), var Stanley formelt ansvarlig for alle, der kom ind i eller forlod Tower, det sikreste kongelige palads. I denne egenskab, og som et loyalt medlem af det Ricards styre, kan det hævdes, at han i det mindste var meddelagtig i prinsernes død, da de efter at være kommet ind i Tower aldrig blevet set igen. Men hans tid som konstabel begyndte efter deres forsvinden. Da det var hertugen af Buckingham, der var Stanleys forgænger som Towers konstabel, kunne Stanley kun have haft en sådan mulighed efter Buckinghams oprør og henrettelse i oktober og november 1483, efter at være blevet udpeget til konstabel. Dette ville give Richard og Buckingham  rig mulighed for at gøre det af med prinserne mellem deres indespærring i juni 1483 og oprøret i oktober.
Da Buckinghams oprør derudover tydeligt var iscenesat til fordel for Henrik Tudors krav på tronen, snarere end for den forsvundne Edvard 5., synes det rimeligt at antage, at Buckingham vidste, at prinserne allerede var døde før hans oprør, og dermed inden Stanley blev udpeget til konstabel.

## Død
Stanley døde i Lathom i Lancashire den 29. juli 1504 og blev begravet i familiens kapel i Burscough Priory ved Ormskirk i Lancashire, omgivet af hans forældre og forfædre grave. Han døde et par måneder før sin ældste søn og arving, George Stanley, lord Strange, og blev fulgt som jarl af sit barnebarn, Thomas Stanley, 2. jarl af Derby. "I sit testamente af 28. juli 1504 beordrede han messer for sig selv, sine hustruer, forældre, forfædre, børn, søskende og altid den gode herre, dem der er døde i tjeneste for min herre, min far, eller mig ”.

## Ægteskaber og børn
Han var gift to gange:
Første gang giftede hans sig i kapellet på Middleham Castle i Yorkshire, ved kongelig licens dateret 1451, med Eleanor Neville (d. 1472), datter af Richard Neville, 5. jarl af Salisbury og hustru Alice Montagu, datter og arving af Thomas Montagu, 4. jarl af Salisbury. Eleanor døde i 1472 og blev begravet i St. James Garlickhythe-kirken i City of London. Eleanor fødte ham 11 børn, hvoraf tre opnåede stillinger af stor betydning:
- John Stanley, ældste søn og arving, døde ung
- George Stanley, 9. baron Strange (1460–1503), KG, jure uxoris 9. baron Strange, 2. overlevende søn og arving, der døde året inden sin far og efterlod en søn, Thomas Stanley, 2. jarl af Derby
- Richard Stanley, 3. søn, døde ung
- Edward Stanley, 1. baron Monteagle (1462-1524), KG
- James Stanley (1465-1515), biskop af Ely
- Thomas Stanley, døde 1475
- William Stanley, døde ung
- Anne Stanley, døde ung
- Alice Stanley, døde ung
- Katherine Stanley døde ung
- Agnes Stanley, døde ung

Anden gang giftede han sig kort før den 12. juni 1472 med Lady Margaret Beaufort (1441/3-1509), datter af John Beaufort, 1. hertug af Somerset (ca. 1403-1444), en legitimiseret efterkommer af Johan af Ghent (1340-1399) (tredje overlevende søn af kong Edvard 3.) og hanselskerinde (og senere hustru) Katherine Swynford. Lady Margaret Beaufort var blevet enke to gange, først efter Edmund Tudor, jarl af Richmond (d. 1456), som hun fødte sønnen Henrik Tudor, som i 1485 blev kong Henrik 7. (1485–1509), og anden gang med sir Henry Stafford (d.1471). Uden børn.

## Illegitime børn
Han siges også at have haft en uægte søn, John, som i 1476 blev vogter over Shotwick Park i Cheshire, men han er ikke anerkendt i officielle stamtavler. Det ser ud til, at han døde i 1477.

## Eftermæle
Ved sin død kunne lord Stanley se tilbage på en karriere på 45 år med bemærkelsesværdig politisk succes under de mest udfordrende omstændigheder. Han var ikke kun undsluppet samme blodige blodige skæbne som mange af sine politiske samtidige, herunder hans bror, men udover den store arv, som han havde fået fra sin far, erhvervede han store godser, modtog landsembeder, blev slået til ridder af Hosebåndsordnenen og ophøjet til jarl. Dette og hans tætte forbindelse til efterfølgende kongefamilier, som han gennem flere forbindelser kunne regne blandt sine slægtninge og familie, gjorde ham til en person med stor magt og indflydelse. Under hans behændige ledelse undgik Nordvestengland de værste rædsler i årtierne med borgerkrig, der ødelagde andre dele af England, og hans familie "hjalp med at bringe en vis kultivering og dannelse til Nordvestengland". Deres protektion understøttede en række unge Lancashire-mænd, herunder William Smyth, Hugh Oldham og Christopher Urswick, der blev støtter for kirken og staten under Huset Tudor.
Den ældre linje af efterkommere af Thomas Stanley og Eleanor Neville fortsatte med at holde titlen som jarl af Derby til James Stanley, 10. jarl af Derbys død i 1736. Titlen blev derefter overført til en yngre gren af familien, baronetterne Stanley af Bickerstaffe, der nedstammer fra sir James Stanley, yngre bror til Thomas Stanley, 2. jarl af Derby. Denne gren holder titlen i dag. Edward Stanley, født 1962, blev 19. jarl af Derby i 1994. (John Stanley, en yngre bror til Thomas Stanley, 1. jarl af Derby er forfader til baronerne Stanley af Alderley.)

## Hos Shakespeare
I William Shakespeares historiske skuespil har lord Stanley en central rolle i hele stykket Richard den Tredje, i begyndelsen som en loyal men bekymret kongelig tjener, hvis betænkeligheder med hensyn til Richards "sande" natur fører ham mod et samarbejde med hans stedsøn Henrik Tudor og aktiv hjælp til at sætte ham på tronen. Richard den Tredje menes at være skrevet 1592–93. Shakespeare havde måske allerede skrevet for Lord Strange's Men, Ferdinando Stanley, Lord Strange senere 5. jarl af Derbys kompagni. (Hans skuespillere var helt sikkert medlemmer af kompagniet, og Shakespeare selv er formelt opført som medlem i 1594). Som sådan ville Stanley have været protektor for dette skuespil. Det kan have været fortsat, da En skærsommernatsdrøm menes at være uropført ved bryllupsfesten for William Stanley, 6. Earl of Derby i 1595.

## Yderligere læsning
- Oxford Dictionary of National Biography. 2004.
- Barry Coward, The Stanleys, Lords Stanley og Earls of Derby, 1385–1672. Manchester University Press, 1983.
- Thomas Stanley og Liverpools historie Arkiveret 13. juni 2016 hos  Wayback Machine .